# Loi scoute
 (août 2025).
Motif : où sont les sources secondaires centrées?
- Archive Wikiwix
- Bing
- Cairn
- DuckDuckGo
- E. Universalis
- Gallica
- Google
- G. Books
- G. News
- G. Scholar
- Persée
- Qwant
- (zh) Baidu
- (ru) Yandex
- (wd) trouver des œuvres sur Wikidata

| 1. | Préciser le motif de la pose du bandeau. | Précisez le motif de la pose du bandeau en utilisant la syntaxe suivante : {{admissibilité à vérifier\|date=août 2025\|motif=remplacez ce texte par le motif}}                  |
| 2. | Informer les utilisateurs concernés.     | Pensez à avertir le créateur de l'article, par exemple, en insérant le code ci-dessous sur sa page de discussion : {{subst:avertissement admissibilité à vérifier\|Loi scoute}} |

La loi scoute est la règle que chaque jeune adhérent à un mouvement scout s'engage à respecter. Elle fait partie comme la promesse, la vie en patrouille et les activités de plein air des principes édictés par Robert Baden-Powell dans son livre Éclaireurs édité dès 1908.
Le terme de loi chez les scouts est dépourvu de sens légal. La loi scoute regroupe une série de « conseils de vie » proposés au jeune. C’est lui qui choisit de « faire de son mieux » pour suivre ces conseils, après réflexion et avec l’aide de ses chefs, de sa famille et de ses amis. En cas d'enfreinte de la loi, aucune sanction ne sera prise. Tout au plus une discussion lui permettra de prendre conscience pour faire mieux la fois suivante et ainsi de progresser. Chaque jeune a donc la possibilité de comprendre cette loi et de la mettre en application à son rythme, en fonction de ses points forts et de ses faiblesses. 
Les principes de la loi scoute sont formulés de manière positive. « La loi est notre force (…) ; [le scout] n'est pas gouverné par des interdictions, mais guidé par des indications positives. » (Robert Baden-Powell)
Si les principes fondateurs sont les mêmes, la loi scoute diffère dans son contenu et sa formulation d'un mouvement à l'autre, d'une époque à l'autre.
Elle est aussi la loi du Jamboree.

## Loi scoute de Baden-Powell
Robert Baden-Powell est l'auteur de la Loi scoute, en dix articles :
1. On peut compter sur l'honneur d'un éclaireur.
2. Un éclaireur est loyal envers le roi et ses officiers, envers ses parents, envers ses employeurs et envers ses employés.
3. C'est le devoir d'un éclaireur d'être utile aux autres et de leur venir en aide.
4. Un éclaireur est l'ami de tous et le frère de tous les éclaireurs à quelque classe sociale qu'ils appartiennent.
5. Un éclaireur est courtois.
6. Un éclaireur est un ami des animaux.
7. Un éclaireur obéit aux ordres de ses parents, de son chef de patrouille ou de son instructeur, sans poser de questions.
8. Un éclaireur sourit et siffle quand il rencontre une difficulté.
9. Un éclaireur est économe.
10. Un éclaireur est pur dans ses pensées, dans ses paroles et dans ses actes.

Ce texte, datant du début du scoutisme, est lié au contexte britannique de l'époque. Ainsi la référence au roi renvoie au King and Country, symbole du patriotisme.
La mention des classes sociales, surprenante pour un Français, s'explique par la volonté du concepteur du scoutisme de briser les tabous sociaux.

## Loi scoute (2007) de l'Organisation mondiale du mouvement scout
Voici ci-dessous la loi scoute de l'OMMS. Elle est en anglais.
A scout:
- is trustworthy
- is loyal
- is helpful to others
- shares with everyone
- is kind
- protects life and nature
- is organized and does nothing by halves
- takes life cheerfully
- takes care of his or her things and values work
- is clean of thought, word and deed

## France
Dans l'ordre d'apparition des mouvements de scoutisme en France :

### Éclaireurs de France(1923)
1. le scout n’a qu’une parole.
2. Le scout est loyal.
3. Le scout se rend utile et aide son prochain.
4. Le scout est l’ami de tous et le frère de tous les scouts.
5. Le scout est courtois et respectueux des convictions des autres.
6. Le scout est bon pour les animaux.
7. Le scout sait obéir.
8. Le scout est toujours de bonne humeur.
9. Le scout est économe et respectueux du bien d’autrui.
10. Le scout est propre dans son corps, ses pensées et ses actes.

Au début des années 1990, les EEDF on fait le choix de rénover les notions de loi et de promesse, délaissées à l’époque, en rédigeant la Règle d’Or. La Règle d’Or offre au jeune un système de valeurs et décline les principes qui fondent l'association.
Dans le guide du responsable d'unité de 1919, il est précisé que la promesse et la loi scoutes sont au centre de la méthode scoute. Elles constituent un engagement personnel volontaire dans un ensemble de valeurs partagées

#### Éclaireuses et Éclaireurs (à partir de onze ans)
Tous :
Nous, les Éclaireuses et les Éclaireurs de France, partageons la même règle d’or... 
- Nos copains sont tous différents et nous les respectons quels que soient leur origine, leur religion, leur handicap : nous vivons la laïcité.
- Nous apprenons à vivre ensemble, filles et garçons : nous vivons la coéducation.
- Nous écoutons les autres, nous donnons notre avis, nous décidons ensemble et prenons des responsabilités : nous vivons la démocratie.
- Nous partons à la découverte du Monde proche ou lointain pour agir selon nos moyens : nous vivons la solidarité.
- Nous voulons prendre soin de la Terre et vivre en harmonie avec la nature : nous vivons l’éco-citoyenneté.

C’est ainsi que nous vivons notre scoutisme.
Le jeune :
Pour vivre l’aventure des Éclaireuses Éclaireurs de France, je m’engage à respecter, à vivre et à faire vivre cette Règle d’Or.

#### Louvettes et louveteaux (de huit à onze ans)
Pour les louveteaux, une démarche similaire est adaptée à l’âge, appelée « Les chemins de l’aventure » :    
- Je suis tolérant et ouvert au monde qui m'entoure.
- Je suis débrouillard et autonome.
- Je suis ami de la nature et je veux la protéger.
- Je suis actif et je participe à la vie du cercle.

### Éclaireuses et Éclaireurs unionistes de France(1911)
Cette loi est une traduction par Henri Bonnamaux qui a ajouté deux articles à la version de Baden Powell :
1. Un Éclaireur n'a qu'une parole.
2. Un Éclaireur est loyal.
3. Un Éclaireur se rend utile.
4. Un Éclaireur est l'ami de tout le monde, et le Frère de tous les autres Éclaireurs.
5. Un Éclaireur est courtois.
6. Un Éclaireur est bon pour les animaux et respecte la nature.
7. Un Éclaireur est discipliné.
8. Un Éclaireur est toujours de bonne humeur.
9. Un Éclaireur est courageux, débrouillard et décidé.
10. Un Éclaireur est tenace.
11. Un Éclaireur est travailleur, prévoyant et économe.
12. Un Éclaireur est propre dans son corps, dans ses pensées, ses paroles et ses actes.

### Scouts et guides de France (1920)
Le père Sevin, fondateur des Scouts de France, a traduit et adapté le texte initial de Baden-Powell qui l'a approuvé. [réf. souhaitée]
1. Le Scout met son honneur à mériter confiance.
2. Le Scout est loyal à son pays, ses parents, ses chefs et ses subordonnés.
3. Le Scout est fait pour servir et sauver son prochain.
4. Le Scout est l'ami de tous et le frère de tout autre scout. (La guide est amie de tous et sœur de toute autre guide).
5. Le Scout est courtois et chevaleresque (la guide est courtoise et généreuse).
6. Le Scout voit dans la nature l’œuvre de Dieu, il aime les plantes et les animaux.
7. Le Scout obéit sans réplique et ne fait rien à moitié.
8. Le Scout est maître de soi : il sourit et chante dans les difficultés.
9. Le Scout est économe et prend soin du bien d'autrui.
10. Le Scout est pur dans ses pensées, ses paroles et ses actes.

Ces dix articles sont complétés par trois principes :
1. Le Scout est fier de sa foi et lui soumet toute sa vie.
2. Le Scout est fils de France et bon citoyen. (La Guide est fille de France, elle aime et sert son pays).
3. Le devoir du Scout commence à la maison.

Cette loi et ces principes ont été modifiés lors des réformes de 1964 engagées par François Lebouteux. Les mouvements unitaires comme les Scouts Unitaires de France ont conservé la loi et les principes initiaux sans modification ; les Scouts d'Europe ont apporté des modifications aux.

### Scouts et Guides de France(depuis 2022)
La loi est la même pour tous les membres des Scouts et Guides de France, des farfadets jusqu’aux chefs et cadres de l’association. Cette loi donne aux scouts et aux guides des repères à travers les dix articles et régit l’ensemble des activités scoutes en tendant vers un but : « être des citoyens actifs, utiles, heureux et artisans de paix. »
La guide, le scout : 

1. Parle en vérité et agit en cohérence 

2. Est digne de confiance et sait faire confiance aux autres 

3. Va au-devant des autres et tisse des liens de fraternité avec les scouts et guides du monde entier 

4. Emploie ses ressources avec sagesse 

5. Affronte les difficultés avec optimisme 

6. Participe à la construction d’un monde de justice et de paix 

7. Aime et protège la création 

8. Vit avec énergie et prend des initiatives 

9. Accueille la Bonne Nouvelle par ses actes au service des autres 

10. Est responsable de ses paroles, de ses actes et de ses pensées 

### Scouts et guides de France(de 1964 à 2022)
Jusqu’à l’assemblée générale de 2022, la loi était adaptée à chaque tranche d'âge de façon à être compréhensible par les enfants en fonction de leur âge. L'énoncé de la loi évoluait régulièrement pour être en phase avec son époque.

#### Jeannette (8-11 ans)
1. Une jeannette est toujours propre.
2. Une jeannette est toujours active.
3. Une jeannette est toujours gaie.
4. Une jeannette dit toujours vrai.
5. Une jeannette pense d'abord aux autres.
6. Une jeannette est amie de Jésus.

#### Louveteaux et jeannettes (de huit à onze ans)
La loi des louveteaux et des jeannettes a été modifiée lors du changement de pédagogie en 2008.
En étant louveteau, jeannette, je choisis d'être :

Vrai. Je donne mon avis et je fais ce que je dis

Respectueux. Je prends soin de moi et des autres

Débrouillard. Je découvre, je crée de mes mains et je protège notre planète

Dynamique. Je suis actif et bon joueur

Curieux de Dieu. J'apprends à dire qui est Jésus pour moi

Solidaire. Je suis copain avec tous, ici et là-bas

Les louveteaux et les jeannettes décident de toujours faire de leur mieux pour respecter la loi de la peuplade.

#### Scouts/Scoutes/Guides (de onze à quatorze ans)
1. La scoute/Le scout tient parole. " En patrouille, je m’affirme et je fais des choix."
2. La scoute/Le scout développe ses talents. "En patrouille, j’invente et j’explore."
3. Dieu propose à la scoute/au scout un chemin. "En patrouille, je découvre en Jésus un ami."
4. La scoute/Le scout a l’esprit d’équipe. "En patrouille, j’accueille et je rends service."
5. La scoute/Le scout prend soin de son corps. "En patrouille, je me dépasse."
6. La scoute/Le scout respecte l’autre."Filles ou garçons, j’exprime mes sentiments. "

Certains groupes des scouts et guides de France se réfèrent à la loi préconisée par l'OMMS, dans une traduction qui diffère sur certains points d'un groupe à l'autre.
1. Le scout n’a qu’une parole.
2. Le scout est loyal.
3. Le scout se rend utile et aide son prochain.
4. Le scout est un ami pour tous et un frère pour tous les autres scouts.
5. Le scout est courtois.
6. Le scout est bon pour les animaux.
7. Le scout obéit sans discussion à ses parents, à son chef de patrouille et à son chef.
8. Le scout sourit et siffle en toute facilité.
9. Le scout est économe.
10. Le scout est pur dans ses pensées, ses paroles et ses actes.

D'autres groupes se fondent sur une loi écrite par François Lebouteux, fondateur de la branche des pionniers et librement inspirée de celle du père Sevin :
1. Le scout met son honneur à mériter confiance.
2. Le scout est loyal dans toute sa vie.
3. Le scout partage avec tous.
4. Le scout est fait pour servir et sauver son prochain.
5. Le scout est accueillant et combat l'injustice.
6. Le scout protège la vie, parce quelle vient de Dieu.
7. Le scout sait obéir et ne fait rien à moitié.
8. Le scout a du cran : il sourit dans les difficultés.
9. Le scout respecte autrui.
10. Le scout est pur et rayonne la pureté.

#### Pionniers, pionnières et caravelles (de quatorze à dix-sept ans)
1. Un Pionnier aime la vie. Il développe ses capacités. Il vit son corps et respecte celui des autres.
2. Inventer et créer font d’un Pionnier un acteur et non un spectateur.
3. On peut compter sur un Pionnier. Il sait faire des choix et aller jusqu’au bout.
4. Un Pionnier n’agit pas pour lui seul, il refuse l’injustice et porte à tous la même attention.
5. Chercheur de Dieu, un Pionnier partage ses convictions. Il trouve dans ses doutes des raisons de croire. Il prie avec ceux qui croient en Jésus-Christ.

### Guides et Scouts d'Europe(1956),Scouts unitaires de France(1971) et mouvements catholiques à pédagogie dite «unitaire»

#### Louveteaux/Louvettes
Loi de la meute
1. Le louveteau écoute le Vieux Loup.
2. Le louveteau ne s'écoute pas lui-même.

Devise
De notre mieux.
Maximes
1. Le louveteau pense d'abord aux autres.
2. Le louveteau ouvre les yeux et les oreilles.
3. Le louveteau est toujours propre.
4. Le louveteau dit toujours vrai.
5. Le louveteau est toujours gai.

Maître mot de la jungle
Nous sommes du même sang toi et moi.
Loi de la ronde (jeannette SUF)
Une jeannette :
- est toujours propre,
- est toujours active,
- est toujours gaie,
- dit toujours vrai,
- pense d'abord aux autres,
- est l'amie de Jésus.

#### Scouts et guides
Ils ont conservé sans modification la loi scoute rédigée par le père Sevin initialement pour les scouts de France (cf supra). 
Les Scouts d'Europe ont modifié les trois principes comme suit :
1. Le devoir du scout commence à la maison.
2. Fidèle à sa patrie, le scout est pour l'Europe unie et fraternelle.
3. Fils de la Chrétienté, le scout est fier de sa foi. Il travaille à établir le règne du Christ dans toute sa vie et dans le monde qui l'entoure.

Loi des scouts d'Europe :
1. Le scout met son honneur à mériter confiance.
2. Le scout est loyal à son pays, ses parents, ses chefs et ses subordonnés.
3. Le scout est fait pour servir et sauver son prochain.
4. Le scout est l’ami de tous et le frère de tout autre scout.
5. Le scout est courtois et chevaleresque.
6. Le scout voit dans la nature l’œuvre de Dieu : il aime les plantes et les animaux.
7. Le scout obéit sans réplique et ne fait rien à moitié.
8. Le scout est maître de soi : il sourit et chante dans les difficultés.
9. Le scout est économe et prend soin du bien d’autrui.
10. Le scout est pur dans ses pensées, ses paroles et ses actes.

## Canada

### Association des scouts du Canada (ASC)
La loi est utilisée pour les unités Éclaireur, Pionnier et Aînée. Pour les branches cadettes, on parle plutôt de maximes.
1. Le scout mérite et fait confiance
2. Le scout combat pour la justice
3. Le scout partage avec tous
4. Le scout est frère de tous
5. Le scout protège la vie
6. Le scout fait équipe
7. Le scout fait tout de son mieux
8. Le scout répand la joie
9. Le scout respecte le travail
10. Le scout est maître de lui-même

### Scouts Canada
Au Canada, chaque groupe d'âge a sa propre formulation de la loi scoute. 

#### Castors/Hirondelles (garçons et filles de 7 à 8 ans)
Promesse :
Je promets de faire des efforts pour jouer avec et comme les autres.
Loi
Le castor joue avec et comme les autres.
Devise
Effort

#### Louveteaux/Exploratrices (garçons et filles de 9 à 11 ans)
Promesse :
Je promets de faire de mon mieux pour être fidèle à Dieu, à mes parents, à ma patrie, à la loi de la meute, et pour rendre chaque jour un service à quelqu'un.
Loi
Le louveteau fait de son mieux et fait plaisir à quelqu'un à tous les jours.
Devise
De notre mieux! « Le louveteau fait de son mieux »

#### Éclaireurs/Éclaireuses (garçons et filles de 11 à 14 ans)
Promesse :
Sur mon honneur
Je promets de faire de mon mieux
Pour accomplir mon devoir envers Dieu et la Reine
Aider les autres en tout temps
Et de respecter l’esprit de la loi Scoute
Loi
Un Scout est :
Serviable et Digne de Confiance
Aimable et de bonne humeur
attentionné et propre
sage dans l’utilisation de toutes les ressources
Devise et Slogan
Devise : Soit Prêt.
Slogan : Fait une bonne action tous les jours.
Salut Scout
C'est un signe de respect, de courtoisie et d’amitié. Trois doigts de la main droite touchent la tête pour signifier les trois parties de la promesse. Le lien entre le pouce et le petit doigt représente les liens d’amitié dans le scoutisme.
Le salut est utilisé :
- au déploiement du drapeau ;
- quand le drapeau passe devant toi dans une parade.
- durant l’hymne national.

Tu salues seulement en uniforme complet
Signe Scout
Même chose que le salut, les doigts ne touchent pas la tête. Ton bras doit être droit (comme un “L”) trois doigts levés signifier les trois parties de la promesse. Le lien entre le pouce et le petit doigt représente les liens d’amitié dans le scoutisme.
Le signe est utilisé :
- quand tu fais ta promesse ;
- durant la promesse d’un autre scout ;
- quand la promesse est récitée ;
- quand tu n’es pas en uniforme.

Poignée de main Scoute
La poignée de main Scoute se fait toujours avec la main gauche. Tu sers la main fermement mais chaleureusement. C’était la façon des anciens de montrer la confiance, même aux ennemis, en montrant qu’ils n’ont pas besoin de protection contre la personne à qui ils serrent la main. La main gauche tenait traditionnellement le bouclier.

#### Pionniers/Pionnières (garçons et filles de 14 à 17 ans)
Promesse
Sur mon honneur, je promets de faire de mon mieux, pour accomplir mon devoir envers Dieu et la reine, aider les autres en tout temps, et respecter l’esprit de la loi scoute.
Devise
Défi

#### Routiers/Routières (garçons et filles de 17 à 25 ans)
Promesse
Sur mon honneur, je promets de faire de mon mieux, pour accomplir mon devoir envers Dieu et la reine, aider les autres en tout temps, et respecter l’esprit de la loi scout.
Devise
Service

### Association des Aventuriers de Baden-Powell

#### Branche Bleue (castor)
Le castor s’amuse dans le respect et le partage.

#### Branche Jaune (louveteaux, louvettes et jeannettes)
Loi de la meute
1. Le louveteau écoute le Vieux Loup.
2. Le louveteau apprend à se faire confiance.

Devise
De notre mieux.
Maximes
1. Le louveteau pense d'abord aux autres.
2. Le louveteau ouvre les yeux et les oreilles.
3. Le louveteau est toujours propre.
4. Le louveteau dit toujours vrai.
5. Le louveteau est toujours joyeux.

Maître mot de la jungle
Nous sommes du même sang toi et moi.

#### Branche Verte (éclaireurs & guides), Rouge (Routiers & Guides aînées) et maîtrises (chef et cheftaines)
1. Le scout met son honneur à mériter confiance.
2. Le scout est loyal envers son pays, ses parents, ses chefs et ses subordonnés.
3. Le scout est fait pour servir et sauver son prochain.
4. Le scout est bon pour tous et le frère de tout autre scout.
5. Le scout est courtois et chevaleresque.
6. Le scout voit dans la nature l’œuvre de Dieu ; il aime les plantes et les animaux.
7. Le scout obéit sans réplique et ne fait rien à moitié.
8. Le scout est maître de soi ; il sourit et chante dans les difficultés.
9. Le scout est économe et prend soin du bien d’autrui.
10. Le scout est pur dans ses pensées, ses paroles et ses actes.

Il s'agit mot pour mot de la Loi du père Jacques Sevin.

## Belgique

### Scouts et guides pluralistes de Belgique (1910)
Les Scouts et Guides pluralistes de Belgique proposent à leurs membres une loi morale d'où dérive un style de vie. Cette loi a été diversement formulée, suivant la tranche d'âge à laquelle elle s'adresse.

#### Pour les Castors (4-8 ans) et louveteaux (8-12 ans)
Quatre valeurs sont incarnées par des personnages du merveilleux Castors : 
- Grigri pour la bienveillance envers autrui
- Papaye pour l’écoute attentive
- Tilali pour la coopération
- Mistigri pour l’environnement

Pour les Louveteaux :
"Le Louveteau offre sa joie aux autres, puise sa force dans le clan et va jusqu'au bout de ses chasses."

#### Pour les jeunes de plus de 12 ans et les adultes
"L’Éclaireuse, l’Éclaireur / la Guide, le Scout / la Pionnière, le Pionnier / l’Aînée, le Routier / le Responsable 
- Dit la vérité et tient parole ;
- Respecte les autres dans leurs convictions ;
- Se rend utile ;
- Travaille en équipe, offre son amitié ;
- Fait preuve de courtoisie ;
- Aime et protège la nature ;
- Sait obéir ;
- Aime l'effort et ne fait rien à moitié ;
- Respecte le travail et le bien de tous ;
- Reste maître de ses paroles, de ses actes, de ses pensées."

Source : règlement intérieur du mouvement 

### Fédération des scouts Baden-Powell de Belgique.(1912. La fédération a abandonné le qualificatif catholique en 2007, version 1984)
1. Le scout mérite et fait confiance.
2. Le scout s’engage là où il vit.
3. Le scout rend service et agit pour la justice.
4. Le scout se veut frère de tous, il cherche Dieu.
5. Le scout accueille et respecte les autres.
6. Le scout découvre et respecte la nature.
7. Le scout fait tout de son mieux.
8. Le scout sourit et chante, même dans les difficultés.
9. Le scout partage et ne gaspille rien.
10. Le scout développe son corps et son esprit.

Le 2 mars 2012, l'Assemblée fédérale a modifié certains articles de la Loi et lui a adjoint un texte de référence pour la Promesse.
« Je souhaite, en mon âme et conscience, me joindre à la fraternité scoute mondiale, rendre le monde meilleur et participer à la construction de la paix.
Je m’engage, à travers mon épanouissement personnel, social et spirituel, à vivre, chaque jour, au mieux, les valeurs de la Loi scoute. »
1. Le scout fait et mérite confiance.
2. Le scout s’engage là où il vit.
3. Le scout rend service et agit pour un monde plus juste.
4. Le scout est solidaire et est un frère pour tous.
5. Le scout accueille et respecte les autres.
6. Le scout découvre et respecte la nature.
7. Le scout fait tout de son mieux.
8. Le scout sourit et chante, même dans les difficultés.
9. Le scout partage et ne gaspille rien.
10. Le scout respecte son corps et développe son esprit[5].

## Suisse
Le Mouvement scout de Suisse propose sa propre loi depuis 1987 ressemblant de très près à celle utilisé par la FESes (Fédération des Eclaireuses Suisses). Mais les groupes locaux sont libres de l'adapter allant de quelques nuances mineures à une totale autre forme proche de celle des Scouts de France.
« 
Scouts, nous voulons :
- être vrais
- écouter et respecter les autres
- être attentifs et aider autour de nous
- partager
- choisir de notre mieux et nous engager
- protéger la nature et respecter la vie
- affronter les difficultés avec confiance
- nous réjouir de tout ce qui est beau

Cette loi nous lie à tous les scouts du monde.
 »
il y a aussi cette loi qui est beaucoup utilisée[réf. nécessaire] :
« 
L'éclaireuse, l'éclaireur, le scout...
- ...n'a qu'une parole
- ...accueille et respecte les autres
- ...partage et rend service
- ...est un frère/une sœur pour tous les scouts
- ...est enthousiaste et prend des initiatives
- ...protège la nature
- ...sait écouter et faire des choix
- ...surmonte les difficultés avec le sourire
- ...est économe et prend soin des biens d'autrui
- ...est pur dans ses pensées, ses paroles et ses actes

 »
ou encore sous cette forme qui respecte plus le sens originelle de la loi de BP :
- Un scout met son honneur à mériter confiance ;
- Un scout est loyal envers son pays, ses parents, ses chefs et frères scouts ;
- Un scout se rend utile, il aide son prochain ;
- Un scout est l’ami de tous et le frère de tous autre scout ;
- Un scout est courtois et chevaleresque ;
- Un scout est un ami pour les animaux, il protège les plantes ;
- Un scout sait obéir sans répliquer, il ne fait rien moitié ;
- Un scout a du cran, il sourit dans les difficultés ;
- Un scout est économe et prend soin du bien d’autrui ;
- Un scout est pur en pensées, paroles et actes.

Les lutins et les louveteaux ont une loi adaptée à leur âge :
- ouvre les yeux et les oreilles
- découvre ton environnement et respecte-le
- garde le sourire et fait plaisir autour de toi

Devise : "De notre mieux !"

## Madagascar
Les "lalàna folon'ny Tily" ou les dix lois des "Tily" sont des traductions assez proches des 10 lois de BP :
1. Tokateny ny Tily (n'ont qu'une parole)
2. Mahatoky ny Tily (sont loyales)
3. Vonona hanasoa ny namana ny Tily (prêts à aider les amis)
4. Havan’ny olona rehetra ny Tily ary mpirahalahy daholo (familles de tout le monde et tous frères)
5. Manaja olona ny Tily (respectent les gens)
6. Antra biby sy tia mandinika zava-maniry ny Tily (ami des animaux et aime les plantes)
7. Mpankatoa ny Tily (obéissant)
8. Mihira sy mitsiky ny Tily raha sendra ny sarotra (chante et siffle face aux difficultés)
9. Sahy, mahery fo ary maharitra amin’ny asany ny Tily (courageux, brave et endurant dans ce qu'il fait)
10. Madio tena, eritreritra, fiteny sy fihetsika ny Tily (pur de corps, de paroles et d'actes)

Les louveteaux malgaches ont deux lois qui sont plus faciles à comprendre que les dix "Tily".
- Manoa ny lehibe ny louveteaux (les louveteaux respectent les ainés)
- tsy manaonao foana ny louveteaux (les louveteaux font bien les choses)